# Ceratozamia gomez-pompae
Ceratozamia gomez-pompae är en kärlväxtart som beskrevs av Perez-Farrera, Vovides och Carlos G. Iglesias. Ceratozamia gomez-pompae ingår i släktet Ceratozamia och familjen Zamiaceae. Inga underarter finns listade i Catalogue of Life.